# Saint-Point-Lac
 Saint-Point-Lac  es una comuna y población de Francia, en la región de Franco Condado, departamento de Doubs, en el distrito y cantón de Pontarlier.
Su población en el censo de 1999 era de 190 habitantes.
Está integrada en la Communauté de communes du Mont-d'Or et des Deux Lacs .

## Demografía
| 118 | 96 | 102 | 98 | 134 | 190 |
| Para los censos de 1962 a 1999 la población legal corresponde a la población sin duplicidades (Fuente: INSEE [Consultar]) |    |     |    |     |     |